# Tuvbaldakinspindel
Tuvbaldakinspindel (Neriene clathrata) är en spindelart som först beskrevs av Carl Jakob Sundevall 1830.  Tuvbaldakinspindel ingår i släktet Neriene och familjen täckvävarspindlar. Arten är reproducerande i Sverige. Inga underarter finns listade i Catalogue of Life.